# Luis Quiñones
Luis Quiñones é um ex-jogador profissional de beisebol de Porto Rico.

## Carreira
Luis Quiñones foi campeão da World Series 1990 jogando pelo Cincinnati Reds. Na série de partidas decisiva, sua equipe venceu o Oakland Athletics por 4 jogos a 0.